# 연구개음
연구개음(軟口蓋音, 문화어: 뒤천장소리) 또는 여린입천장소리는 후설과 연구개 사이에서 조음하는 자음이다. 

## 국제 음성 기호에서
국제 음성 기호에 있는 연구개음은 아래와 같다.
| IPA | 이름                    | 예            | 예            | 예        | 예       |
| IPA | 이름                    | 언어          | 철자          | 발음      | 뜻       |
| --- | ----------------------- | ------------- | ------------- | --------- | -------- |
|     | 연구개 비음             | 한국어        | "강"의 ㅇ     | [kɐŋ]     |          |
|     | 무성 연구개 파열음      | 한국어        | "거울"의 ㄱ   | [kʌuɭ]    |          |
|     | 유성 연구개 파열음      | 한국어        | "무지개"의 ㄱ | [mud͡ʑiɡɛ] |          |
|     | 무성 연구개 마찰음      | 독일어        | Bauch         | [ˈbaʊx]   | 배       |
|     | 유성 연구개 마찰음      | 현대 그리스어 | γάτα          | [ˈɣata]   | 고양이   |
|     | 무성 양순 연구개 접근음 | 영어          | which1        | [ʍɪtʃ]    |          |
|     | 연구개 접근음           | 스페인어      | pagar         | [paɰaɾ]   | 지불하다 |
|     | 연구개 설측 접근음      | 와흐기어      | aʟaʟe         | [aʟaʟe]   | 현기증   |
|     | 양순 연구개 접근음      | 영어          | witch         | [wɪtʃ]    | 마녀     |

1. which과 witch의 발음이 다른, 영어의 스코틀랜드 방언에서 나타난다.

## 같이 보기
- 조음 위치